# Gottfried Hansjakob
Gottfried Hansjakob (* 1937) ist ein deutscher Landschaftsarchitekt.

## Werdegang
Nach dem Besuch der Gartenbauschule Schönbrunn in Wien war Hansjakob als Mitarbeiter im Büro des Landschaftsarchitekten Günther Schulze in Hamburg tätig. 1962 machte er sich mit einem eigenen Büro für Landschaftsarchitektur in München selbständig, in das im Jahr darauf auch sein Bruder Anton „Toni“ Hansjakob (1943–2016) eintrat.
Das Büro nahm an über 200 Architekturwettbewerben teil, bei denen es mit 80 ersten Preisen sowie mit etwa 60 weiteren Preisen und Ankäufen ausgezeichnet wurde. Als eines seiner bedeutendsten Projekte kann die Gestaltung des Rheinauenparks in Bonn für die Bundesgartenschau 1979 einschließlich der Erarbeitung des zugehörigen Rahmenplans gelten.
Ab 2000 wurde die Tätigkeit des Büros zurückgeführt und auf ausgewählte Projekte beschränkt, die die beiden Inhaber mit ehemaligen Mitarbeitern bearbeiten. 2007 erhielt Hansjakob die Ehrenmitgliedschaft im Bund Deutscher Landschaftsarchitekten (BDLA).

## Werke (Auswahl)
- 1970–1980: Bonn, Rheinauenpark im Zuge der Bundesgartenschau 1979 (mit Heinrich Raderschall; Architekt der Hochbauten: Ernst van Dorp; Bauherr: Stadt Bonn)[4]
- 1971–1972: Augsburg, Kanuslalom der Olympischen Sommerspiele 1972, landschaftliche Einbindung der Kanustrecke (Bauherr: Olympia Baugesellschaft)[5]
- 1971–1974: München, Stadtteil Perlach, Neuer Südfriedhof[6]
- 1973–1976: Hamburg, Stadtteile Billwerder und Allermöhe, zweiphasiger städtebaulicher Wettbewerb (ausgelobt durch die Freie und Hansestadt Hamburg) – Erste Phase: 2. Preis; Zweite Phase: 1. Preis[7]
- 1976–1978: München, Stadtteil Oberföhring, Freizeitgelände „Isarinsel Oberföhring“ (mit der Stadtgartendirektion)
- 1980–1983: München, städtebaulicher und landschaftlicher Rahmenplan für den Norden der Stadt (im Auftrag der Landeshauptstadt München)[8]
- 1983:–9999 München Westpark: Haupteingang mit Forum, Gärtnermarkt und Ausstellungshallen für die Internationale Gartenbauausstellung 1983 (IGA)
- 1986–1990: Siedlung Sprengerinstraße, Puchheim (Architekt: Manfred Kovatsch, Mitarbeiter: Andreas Meck und Dieter Keller)[9]
- 1985–1989: Köln, Westliche Ringstraße von Kaiser-Wilhelm-Ring bis Zülpicher Platz, Neugestaltung des Straßenraums (mit Ernst van Dorp)[10][11]:145
- 1987–1992: Frankfurt am Main, Zoologischer Garten, Landschaftszoo am Niederurseler Hang (Auslagerung einer Zooabteilung) – 1. Preis und Auftrag für Vorentwurf[12]
- 1988:–9999 Köln, Stadtteil Müngersdorf, Neugestaltung des Rudolfplatzes im Rahmen des „Jahr der Plätze“ (mit Ernst van Dorp)[11]:146
- 1989–1990: München, Stadtteil Ramersdorf-Perlach, Umgestaltung des Pfanzeltplatzes
- 1989–1994: München, Stadtreparatur am Altstadtring im Zuge des Neubaus der Bayerischen Staatskanzlei[13]
- 1990:–9999 Bonn, Ortsteil Ramersdorf/Oberkassel, städtebauliches Konzept für das ehemalige Zementwerksgelände (mit Ernst van Dorp; 1. Preis eines städtebaulichen Ideenwettbewerbs)[14]
- 1990:–9999 München, Stadtteil Neuperlach, Brunnen am Dietzfelbingerplatz
- 2001–2003: Bonn, Forschungszentrum caesar, landschaftliche Einbindung des Gebäudes in den Rheinauenpark[15]
- 2007–2008: Bonn, Rheinauenpark, Erweiterung[16][17][18]

## Veröffentlichungen
- Gottfried Hansjakob: Hofgarten, Finanzgarten, Englischer Garten, Die Zusammenführung der drei Gärten. Franz Schiermeier Verlag, München 2020 ISBN 978-3-948974-08-4.